# 2. ŽNL Vukovarsko-srijemska 1997./98.
U viši rang, odnosno 1. ŽNL Vukovarsko-srijemska plasirala se NK Sloga Štitar. Nakon jesenjeg dijela prvenstva NK Jadran Gunja je odustao od daljeg natjecanja

## Tablica
| Mj. | Klub                         | Sus. | Pob | Rem | Por | GR    | Bod | 1998./99.                             |
| --- | ---------------------------- | ---- | --- | --- | --- | ----- | --- | ------------------------------------- |
| 1.  | NK Sloga Štitar              | 19   | 15  | 2   | 2   | 73:27 | 65  | 1. ŽNL Vukovarsko-srijemska Grupa "B" |
| 2.  | NK RAŠK Rajevo Selo          | 19   | 12  | 2   | 5   | 47:26 | 38  | 1. ŽNL Vukovarsko-srijemska Grupa "B" |
| 3.  | NK Graničar Ilača            | 19   | 10  | 1   | 8   | 57:35 | 31  | 1. ŽNL Vukovarsko-srijemska Grupa "A" |
| 4.  | NK Slavonija Soljani         | 19   | 9   | 4   | 6   | 55:45 | 31  | 2. ŽNL Vukovarsko-srijemska           |
| 5.  | NK Mladost Privlaka          | 19   | 8   | 3   | 8   | 40:39 | 27  | 2. ŽNL Vukovarsko-srijemska           |
| 6.  | NK Slavonac Gradište         | 19   | 8   | 2   | 9   | 35:42 | 26  | 2. ŽNL Vukovarsko-srijemska           |
| 7.  | NK Sloga Novi Mikanovci      | 19   | 8   | 2   | 9   | 32:49 | 26  | 2. ŽNL Vukovarsko-srijemska           |
| 8.  | NK Posavac Posavski Podgajci | 19   | 6   | 2   | 11  | 32:48 | 20  | 2. ŽNL Vukovarsko-srijemska           |
| 9.  | NK Borac Retkovci            | 19   | 4   | 3   | 12  | 41:53 | 15  | 1. ŽNL Vukovarsko-srijemska Grupa "A" |
| 10. | NK Šlajs Županja             | 19   | 2   | 1   | 16  | 19:74 | 7   | 3. ŽNL Vukovarsko-srijemska           |
| 11. | NK Jadran Gunja ↓1           | 10   | 6   | 2   | 2   | 29:22 | 20  | 1. ŽNL Vukovarsko-srijemska Grupa "B" |